# Bergün Filisur
Bergün Filisur är en  kommun i regionen Albula i kantonen Graubünden, Schweiz. Kommunen har 901 invånare (2023).
Kommunen bildades den 1 januari 2018 genom en sammanslagning av kommunerna Bergün/Bravuogn och Filisur. I kommunen finns även byarna Stugl, Latsch och Prada som alla låg i kommunen Bergün/Bravuogn.